# Aeroportul Ondangwa
Aeroportul Ondangwa (IATA: OND, ICAO: FYOA) este un aeroport din Namibia ce deservește zona Ondangwa. Aeroportul a fost tranzitat în 2021 de 20.893 de pasageri. A fost numit după zona deservită.
Situat la o altitudine de 1.097 m, aeroportul dispune de o singură pistă.